# Arhiepiscopia Buzăului și Vrancei

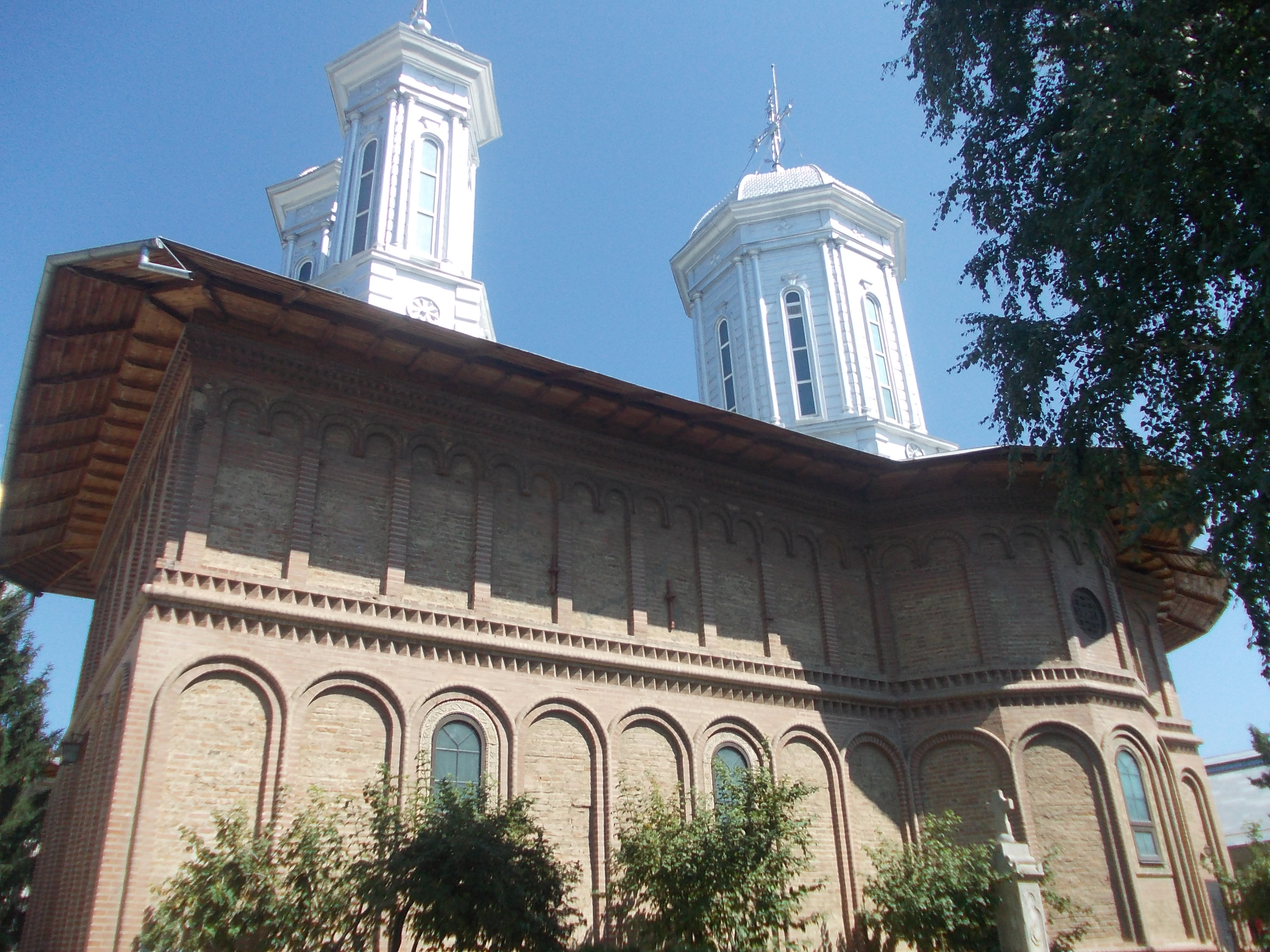
Catedrala Adormirea Maicii Domnului din Buzău (secolul al XVII-lea)

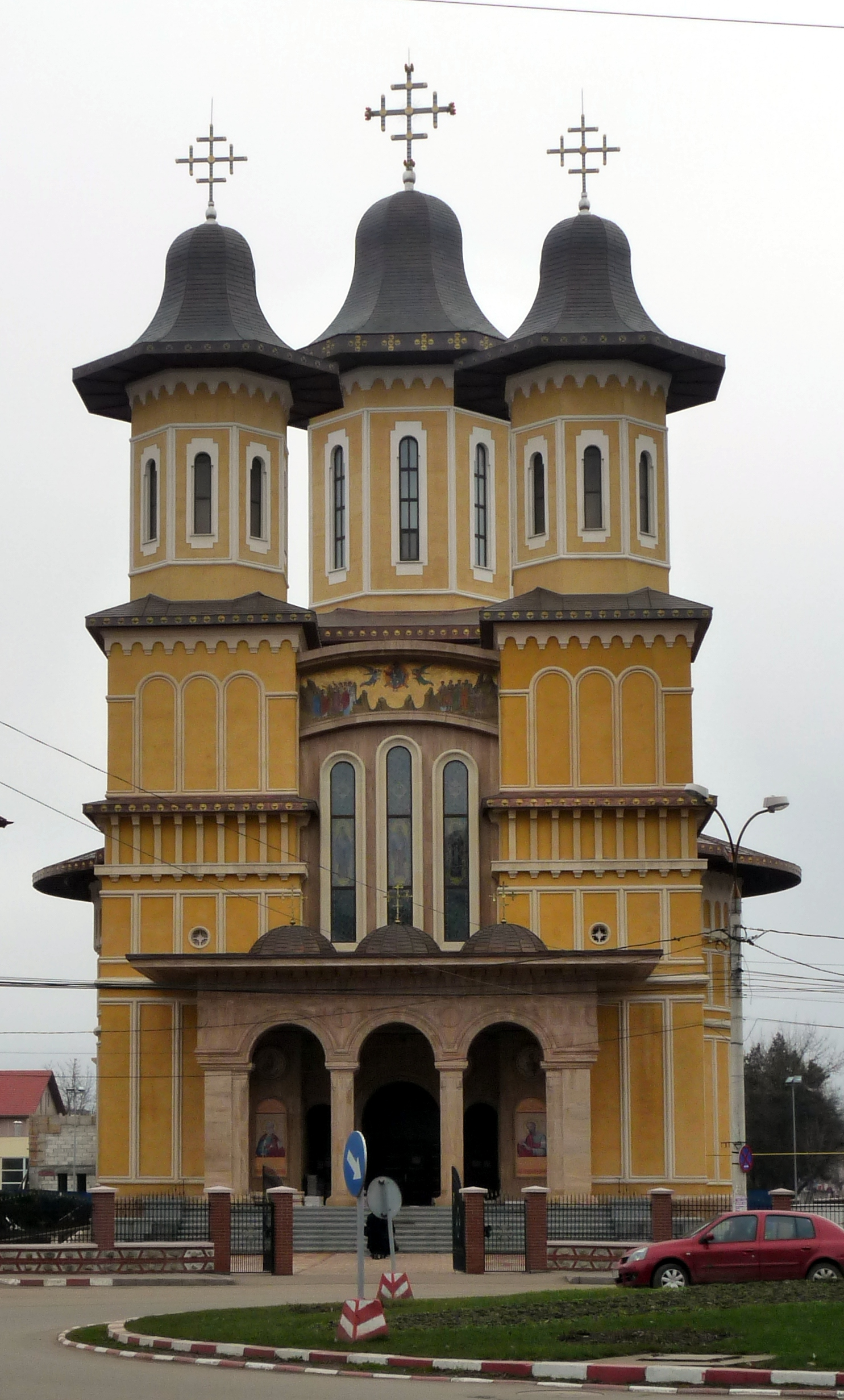
Catedrala arhiepiscopală din Buzău (2010)

Arhiepiscopia Buzăului și Vrancei este o eparhie a Bisericii Ortodoxe Române. Are sediul în Buzău și este condusă de arhiepiscopul Ciprian Spiridon.

## Istoric
Episcopia ortodoxă cu sediul la Buzău există de la începutul secolului al XVI-lea, din timpul domniei lui Radu cel Mare. Ceva mai târziu, sub domnia lui Radu Paisie, „pentru Buzău se făcu o noua orânduire, fixându-se județele supuse cu judecata lor oblăduirii episcopului de acolo: Buzăul, Râmnicul-Sărat, Brăila și Secuienii.” În 1649 Episcopia Buzăului a fost reconstruită de Matei Basarab, „după ce mai întâiu au dărâmat din temelie pre cea veche, făcută de strămoșii săi, arsă și stricată de năvălirile varvaricești”, așa cum scria un cronicar al vremii.
Mai multe proprietăți ale episcopiei se aflau în Simileasca, domeniu pe care episcopia l-a colonizat cu romi (țigani), folosiți înaintea secolului al XIX-lea ca robi.

## Episcopi
Dintre figurile istorice importante de episcopi ai Buzăului se remarcă Mitrofan, cunoscut editor de carte bisericească, de al cărui nume se leagă tipărirea Bibliei de la București din 1688.
La mijlocul secolului al XIX-lea episcop al Buzăului a fost Filotei Pârșoi, inițiatorul reeditării Bibliei de la Blaj. Episcopul Filotei a fost urmat în scaun tot de un transilvănean, în persoana lui Dionisie Romano.
În perioada 1979-1982 a păstorit la Buzău Antonie Plămădeală, care a renovat palatul episcopal, a amenajat o sală nouă de bibliotecă și a modernizat Seminarul Teologic de la Buzău.
Spre sfârșitul perioadei comuniste episcopia a fost condusă între 1982–2013 de arhiepiscopul Epifanie Norocel, colaborator al Securității.
La 28 februarie 2013 Sfântul Sinod al Bisericii Ortodoxe Române l-a ales pe episcopul vicar Ciprian  Câmpineanul ca succesor al arhiepiscopului Epifanie Norocel. Întronizarea acestuia a avut loc la 10 martie 2013.